# Anděla Randová
Anděla Randová (též Angela, rozená Kuliková, 17. července 1841 Praha – 2. září 1925 Praha) byla česká spolková činovnice, mecenáška, sufražetka a feministka, roku 1885 spoluzakladatelka a následně první předsedkyně dobročinného ženského spolku Domácnost v Praze. Spolupracovala s předními osobnostmi českého ženského emancipačního hnutí, jako například Sofie Podlipská, Věnceslava Lužická či Eliška Krásnohorská. Byla manželkou právníka, rakousko-uherského ministra a šlechtice Antonína Randy.

## Život

### Mládí
Narodila se v Praze do rodiny děkana Karlo-Ferdinandovy univerzity a profesora matematiky Jakuba Filipa Kulika. Provdala se roku 1861 za pražského advokáta a politika Antonína Randu. Manželé žili v Praze a založili rodinu. Měli spolu dceru Andělu, jejímž manželem byl Otokar Kruliš, syn architekta Jana Kruliše.

### Veřejná činnost

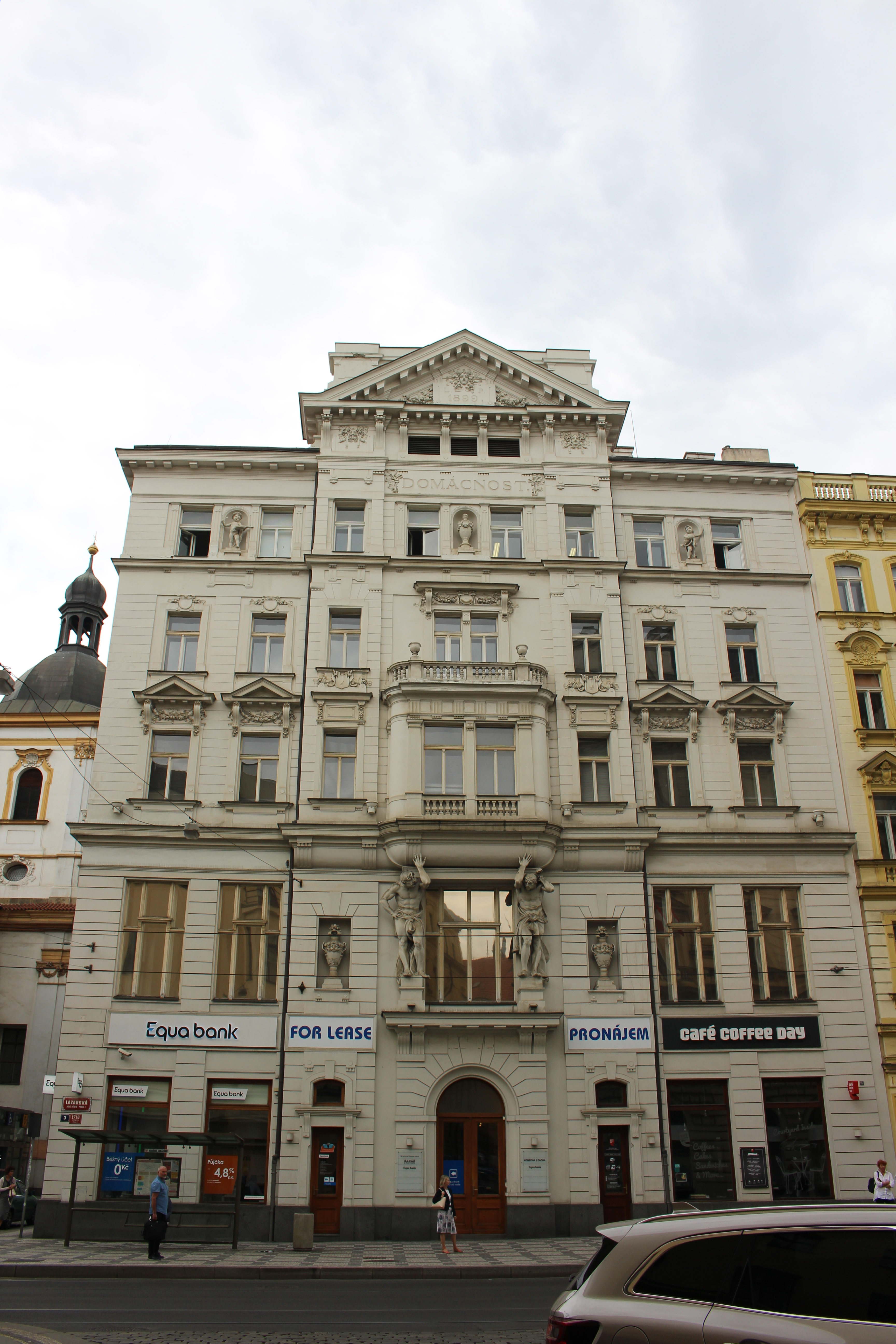
Spolkový dům Domácnost v Lazarské ulici v Praze

Zde následně začala zapojovat do české spolkové činnosti. Stala se členkou Amerického klubu dam, založeného roku 1865 s podporou mecenáše Vojty Náprstka, rovněž podporovala Ženský výrobní spolek založený roku 1871. Roku 1885 se stala předsedkyní nově založeného spolku Domácnost, založeného ve spolupráci s Sofií Podlipskou, Annou Holinovou, Renátou Tyršovou či Věnceslavou Lužickou zaměřujícího se na vzdělávání žen, především v praktických a domácích pracích. Zde pak dlouho působila jako předsedkyně. Spolek byl založen na výročí narození Magdaleny Dobromily Rettigové, jejíž práce a kuchařské publikace vytvořily ideový základ sdružení, provozoval tzv. českou kuchařskou školu. Pro účely spolku byl v Lazarské ulici na Novém Městě postaven několikapatrový dům postavený stavitelem Josefem Blechou roku 1898.
Roku 1897 se v této funkci podílela na vzniku Ústředního spolku českých žen, Ten vznikl s ambicí sjednotit české ženské a feministické spolky v Rakousku-Uhersku pod jednu organizaci. Stal se tak prvním ústředním ženským orgánem českých žen a následně se pak zabýval hájením jejich zájmů na rovnoprávnost, včetně rovných společenských příležitostí, dostupnějšího vzdělání či volebního práva.
Byla rovněž štědrou mecenáškou a podporovatelkou ženských či charitativních aktivit. Se svým manželem založili nadaci Nadání manželů Randových, která podporovala mj. ženské vzdělávací aktivity. Poté, co byl Antonín Randa roku 1898 povýšen do šlechtického stavu, používala ke svému jménu titul šlechtična.

### Úmrtí
Anděla šlechtična Randová zemřela 2. září 1925 v Praze ve věku 83 let. Byla pohřbena v rodinné hrobce na Vyšehradském hřbitově, spolu se svým manželem a některými potomky.